# ݰ
ݰ‬ – litera rozszerzonego alfabetu arabskiego, powstała poprzez połączenie arabskiej litery س‬ z dwiema kropkami i literą ط. Wykorzystywana jest w języku khowar. Oznacza dźwięk [ʂ], tj. spółgłoskę szczelinową z retrofleksją bezdźwięczną. 

## Postacie litery
| Postać: | izolowana | końcowa | środkowa | początkowa |
| ------- | --------- | ------- | -------- | ---------- |
| Wygląd: | ݰ‬         | ـݰ‬      | ـݰـ‬      | ݰـ‬         |

## Kodowanie
| Znak                   | ݰ                                                            | ݰ                                                            |
| ---------------------- | ------------------------------------------------------------ | ------------------------------------------------------------ |
| Nazwa w Unikodzie      | Arabic Letter Seen with Small Arabic Letter Tah and Two Dots | Arabic Letter Seen with Small Arabic Letter Tah and Two Dots |
| Kodowanie              | dziesiątkowo                                                 | szesnastkowo                                                 |
| Unicode                | 1904                                                         | U+0770                                                       |
| UTF-8                  | 221 176                                                      | dd b0                                                        |
| Odwołania znakowe SGML | &#1904;                                                      | &#x0770;                                                     |